# Jahanje
Jahanje obuhvata različite jahačke discipline, vožnju zaprega, kao i izvođenje akrobacija na konjima. Ovaj opis obuhvata korišćenje konja za rad, transport, rekreativne, umetničke i kulturne aktivnosti, i takmičarski sport.

## Istorija upotrebe konja
Iako postoje polemike oko tačnog datuma kada su konji bili pripitomljeni i kada su prvi put jahani, najbolja procena je da su konji prvi put jahani približno 3500. godine p. n. e.. Indirektni dokazi govore da su konji jahani dugo pre nego što su korišteni za vuču. Postoje dokazi da su oko 3.000 godina pne, u blizini reka Dnjepar i Don, ljudi koristili uzda na konjima, jer pastuv koji je tamo sahranjen pokazuje istrošenost zuba konzistentnu sa korišćenjem uzda. Međutim, najviše nedvosmislenih ranih arheoloških dokaza o kopitarima koji su stavljeni u radnu upotrebu ima o vučnim konjima. Sahranjene kočije od oko 2500. godine p. n. e. predstavljaju najneposrednije čvrste dokaze o konjima korištenim kao radne životinje. U davnim vremenima upotreba ratnih kočija je bila praćena korišćenjem ratnih konja kao lake i teške konjice. Konj je igrao važnu ulogu u ljudskoj istoriji širom sveta, kako u ratnim dejstvima, tako i u mirnodopskim potrebama kao što su transport, trgovina i poljoprivreda. Konji su živeli u Severnoj Americi, ali su izumrli na kraju ledenog doba. Konje su evropski istraživači vratili u Severnu Ameriku, počevši s drugim putovanjem Kolumba 1493. godine. Jahanje je uvedeno na Letnje olimpijske igre 1900. godine kao olimpijski sport sa disciplinom preskakanja.

## Zdravstveni problemi
Rukovanje, jahanje i vožnja konja imaju svojstvene rizike. Konji su velike plenske životinje sa dobro razvijenim instinktom bežanja ili borbe, koje se mogu brzo i neočekivano kretati. Kada je na konju glava jahača može biti udaljena 4 m (13 ft) od zemlje, a konj može putovati brzinom do 65 km/h (40 mph). Uočene povrede kreću se od vrlo malih povreda do smrtnih slučajeva.
Jedna studija u Nemačkoj utvrdila je da je relativni rizik od povreda od jahanja konja, u poređenju s vožnjom bicikla, 9 puta veći za adolescente i 5,6 puta veći za mlađu decu, ali da je jahanje konja manje rizično od jahanja mopedom. U državi Viktoriji u Australiji pretragom državnih zapisa utvrđeno je da su konjički sportovi imali treću najveću učestalost ozbiljnih povreda, nakon moto sporta i naticanja motornim brodovima. U Grčkoj je analizom nacionalnog registra procenjeno da je učestalost konjaničkih ozleda 21 na 100.000 ljudi godišnje za poljoprivredu i konjičke sportove zajedno, a da je 160 puta veća za osoblje konjičkih trka. U drugim nalazima je navedeno da kacige verovatno sprečavaju traumatične povrede mozga.
U Sjedinjenim Državama svake godine oko 30 miliona ljudi jaše konje, što rezultira u 50.000 poseta hitne službe (1 poseta na 600 jahača godišnje). Istraživanje na 679 konjanika u Oregonu, Vašingtonu i Ajdahu procenilo je da će tokom svoje konjičke karijere svaki peti konjanik biti ozbiljno povređen, što će rezultirati hospitalizacijom, operacijom ili dugotrajnom onesposobljenošću. Među ispitanicima iz ankete, jahači početnici su imali trostruku učestalost povreda u odnosu na intermedijarne jahače, pet puta veću u odnosu na iskusne konjanike i gotovo osam puta veću u odnosu na profesionalce. Za postizanje značajnog pada rizika od povreda potrebno je oko 100 sati iskustva. Autori ankete zaključuju da bi se napori na sprečavanju konjičkih ozleda trebali usredsrediti na početničke konjanike.

### Mehanizmi povreda
Najčešća ozleda je pad sa konja, nakon čega slede povrede usled ritanja, nagazivanja i ujedanja. Oko 3 od 4 povrede su usled pada, široko definisanog. Široka definicija pada često uključuje zgnječavanje i bacanje sa konja, ali i kada odvojeno računaju, svaki od ovih mehanizama može biti češći od ritanja.

### Tipovi i ozbiljnost povreda
U Kanadi, jedno desetogodišnje istraživanje pacijenata u trauma-centrima povređenim tokom jahanja ustanovilo je da iako je 48% njih zadobilo povrede glave, samo 9% tih jahača je nosilo šlemove u trenutku nesreće. Ostale povrede obuhvatale su grudni koš (54%), trbuh (22%) i ekstremitete (17%). Jedna Nemačka studija izvestila je da su povrede kod jahanja konja retke u poređenju s drugim sportovima, ali kada se pojave one su teške. Specifično, oni su otkrili da su 40% povreda kod jahanja lomovi, a samo 15% iščašenja. Pored toga, studija je primetila da u Nemačkoj četvrtinu svih smrtnih slučajeva vezanih za sport uzrokuje jahanje konja. Većina povreda povezanih sa konjima rezultat je pada sa konja, što je uzrok 60–80% svih takvih prijavljenih povreda. Drugi čest uzrok povreda je ritanje konja, što može prouzrokovati lomove lobanje ili ozbiljne traume unutrašnjih organa. Neke moguće povrede usled jahanja konja, pri čemu procenti označavaju iznose u odnosu na sve povrede kako je izvešteno novozelandskom istraživanjem, uključuju:
- Prelom ili dislokacija ruke (31%)
- Povrede glave (21%)
- Prelom ili dislokacija noge (15%)
- Ozleda grudnog koša (33%)

Među 36 članova i zaposlenih u Džokejskom klubu iz Hongkonga, koji su dospeli u trauma-centre tokom perioda od 5 godina, 24 su pala sa konja, a 11 je udario konj. Raspodela povrede po delu tela je: 18 torzo; 11 glava, lice ili vrat; i 11 ud. Autori ove studije preporučuju da se šlemovi, štitnici za lice i zaštitnici za telo nose prilikom jahanja ili rukovanja konjima.
U Novom Južnom Velsu u Australiji, istraživanje konjanika koji su završili u bolnici tokom šestogodišnjeg perioda otkrilo je da je 81% nosilo kacigu u vreme povrede, i da se upotreba kaciga s vremenom povećavala i bila je u korelaciji sa nižom stopom bolničkog prijema. U drugoj polovini perioda obuhvaćenog studijom, u bolnicu je primljeno samo 14% ukupnog broja povređenih. Suprotno tome, studija konjanika dečijeg uzrasta koji su dospeli na odeljenje hitne pomoći u bolnici u Adelejdu, izvestila je da je 60% zadržano na lečenju.
U Sjedinjenim Državama, analizom podataka Nacionalnog elektronskog sistema za nadzor povreda (engl. National Electronic Injury Surveillance System - NEISS) koje je izvršilo Udruženje za medicinsku bezbednost konjanika proučeno je 78.279 povreda povezanih sa konjima tokom 2007. godine. Najčešće povrede uključuju lomove (28,5%); kontuzije/abrazije (28,3%); istegnuća/uganuća (14,5%); unutrašnje povreda (8,1%); razderotine (5,7%); potrese mozga (4,6%); dislokacije (1,9%); hematome (1,2%). Najčešća mesta povreda su donji trup (19,6%); glava (15,0%); gornji trup (13,4%); rame (8,2%) i zglob (6,8%). U okviru ove studije pacijenti su: lečeni i otpušteni (86,2%), hospitalizovani (8,7%) ), prebačeni u drugu ustanovu (3,6%), otišli bez tretmana (0,8%), zadržani na posmatranju (0,6%) i doneti u bolnicu preminuli (0,1%).

## Spoljašnje veze
- International Federation for Equestrian Sports FEI official homepage
- United States Equestrian Federation USEF Official web site
- Equestrian Federation of Australia Equestrian Federation of Australia web site
- Equestrian Federation of Ireland – EFI web site
- Equestrian Federation of Kazakhstan Russian – Equestrian Federation of Kazakhstan English
- United States Dressage Federation
- American Endurance Ride Conference
- The North American Trail Ride Conference Архивирано на веб-сајту  (16. март 2011) – Competitive Trail Riding
- UK Endurance Horse Riding
- Ride and Tie Association
- The American Vaulting Association – Equestrian Vaulting
- National Cutting Horse Association